# All I Want for Christmas Is You
Az All I Want for Christmas Is You Mariah Carey amerikai énekesnő karácsonyi dala az 1994-es Merry Christmas című albumáról. 1994. október 28-án jelent meg az album első kislemezeként a Columbia Records kiadó gondozásában. A dal produceri munkáját és dalszerzését Carey Walter Afanasieff-fel együtt készítette.
Megjelenése óta az All I Want for Christmas Is You egyöntetűen pozitív visszajelzéseket kapott a zenekritikusoktól. Világszerte Carey legnagyobb slágere lett, miután huszonhat országban lett listavezető, köztük Ausztráliában, Franciaországban, Kanadában és Németországban is. 2019-ben 25 évvel megjelenése után első helyezést ért el az amerikai Billboard Hot 100 listán, amivel számos rekordot megdöntött. A következő évben az Egyesült Királyságban is első ízben került a brit kislemezlista élére, ezzel Carey húsz év után először került az első helyre. A becslések szerint világszerte több mint 16 millió példányt adtak el belőle, ezzel a valaha volt legtöbb eladást produkáló karácsonyi dal női előadótól, és minden idők egyik legjobban fogyó kislemeze.
2017-ig 60 millió dolláros bevételt ért el jogdíjakból.
Eredetileg két videóklipet készítettek a dalhoz. Az első, házi videófelvétel stílusú klipben Carey látható családjával és kutyáival, ahogy ünnepli a karácsonyt. Carey mikulásjelmezben szerepel, és élvezi a havas táj nyújtotta szabadidős tevékenységeket. Carey akkori férje, Tommy Mottola Télapóként jelenik meg, ajándékot hoz Carey-nek, majd távozik piros szánjával. A második videó fekete-fehérben készült, Carey pedig a The Ronettes együttes előtt tisztelegve a 60-as éveket idéző öltözékben énekli a dalt háttérben táncosaival és vokalistáival. A dal megjelenésének 25. évfordulójára 2019-ben egy harmadik videóklipet is bemutattak, melyet Joseph Kahn rendezett.
Carey számos alkalommal előadta az All I Want for Christmas Is You-t különböző televíziós műsorokban és koncertsorozatain. 2010-ben újra felénekelte All I Want for Christmas Is You (Extra Festive) címmel a dalt második karácsonyi albumára, a Merry Christmas II You-ra. Carey ezen kívül 2011-ben is újra felvette a dalt Justin Bieber kanadai énekessel közösen. Ez a változat az All I Want for Christmas Is You (SuperFestive!) címet kapta, és Bieber Under the Mistletoe című lemezén kapott helyet.
A dal mára az egyik legismertebb és legnépszerűbb karácsonyi klasszikussá vált, és az ünnepi szezon során minden évben világszerte a slágerlisták élére kerül.

## Háttere

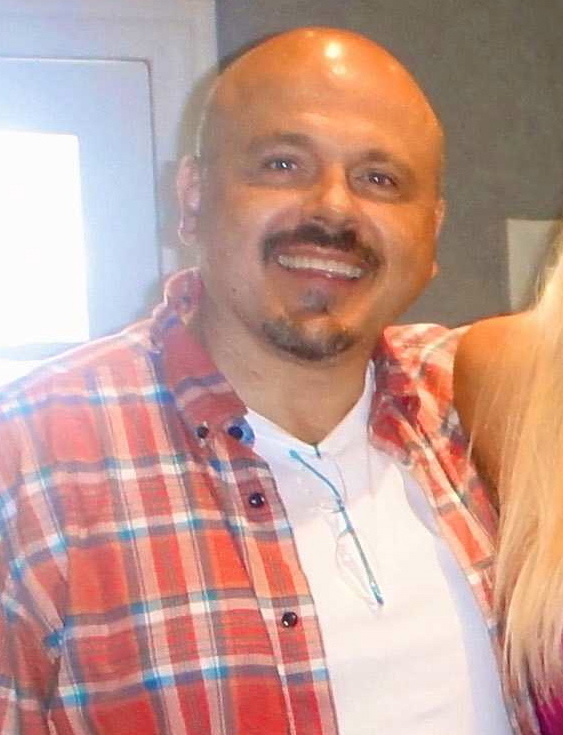
Walter Afanasieff, a dal társszerzője és társproducere

Az 1993-as Music Box album sikere után Carey és menedzsmentje a Columbia Recordsnál ötletelni kezdtek azzal kapcsolatban, hogy mi legyen a következő projekt, amibe belevágnak. Carey akkori férje, Tommy Mottola, aki a Columbia anyacégének, a Sony Music Entertainmentnek az igazgatója volt, elkezdte megtervezni, hogy milyen folytatás lenne a legjobb Carey számára karrierje csúcspontján. Először mikor szóba került egy esetleges karácsonyi album elkészítése, Carey és régi dalszerzőtársa, Walter Afanasieff attól tartottak, hogy kereskedelmi szempontból nem lenne célszerű vagy bölcs lépés kiadni ünnepi témájú dalokat egy éppen sikert-sikerre halmozó énekesnőnek, mivel az ilyen típusú kiadványokat inkább a karrierjük vége felé tartó előadókhoz tudták kötni.
Afanasieff egy interjú során felidézte, hogy milyen gondolatai voltak kezdetben a karácsonyi album ötletével kapcsolatban: „Akkoriban nem adtak ki sokan karácsonyi lemezeket. Teljesen ismeretlen terep volt, és senki nem készített nagy, új karácsonyi dalokat. Szóval inkább úgy álltunk hozzá, hogy »Hé, kiadunk egy karácsonyi albumot. Nem nagy ügy.«” Végül Mottola kitartó győzködésének hála Carey és Afanasieff nekiláttak dalokat írni és komponálni a Merry Christmas albumhoz 1994 nyarán. Carey elkezdte feldíszíteni karácsonyi díszekkel és apró csecsebecsékkel Mottolával közös New York-i otthonát (amely saját stúdióval is rendelkezett). Ezt azért tartotta fontosnak, mert Carey úgy érezte, hogy ezáltal sikerül majd jobban magáévá tennie azt, amiről énekel, ezzel pedig a vokális teljesítménye is több érzelmi töltettel fog rendelkezni és hitelesebb lesz. Az All I Want for Christmas Is You-t ez év augusztusában vették fel, és csupán tizenöt percre volt szükség Carey és Afanasieff számára a dal megírására.
Afanasieff elismerte, hogy először sokként érte, és nem értette, hogy Carey miként szeretné kialakítani a dallamot, de az énekesnő „hajthatatlan” volt a dallal kapcsolatos elképzelését illetően. A Billboard magazinnal készített interjújában Afanasieff elmesélte, hogy milyen volt a közös munka Carey-vel a dal egyik szerzőjeként:

„Mindig ugyanazon rendszer alapján dolgoztunk. Megírtuk a dal magját, az alapvető dallamát, aztán már a szöveg egy része is megvolt, mire befejeztük a dalszerzést. Nekiálltam játszani a zongoránál rock and rollos stílusban, a bal kezemmel pedig boogie-woogie-izni kezdtem, és ez inspirálta Mariah-t a dallam megalkotására: »I don’t want a lot for Christmas«. Aztán elkezdtük énekelni és játszadozni ezzel a rock and rollos boogie dallal, amiből azonnal megszületett az alapja a későbbi All I Want for Christmas Is You-nak. Ez elég gyorsan ment: könnyebb volt megírni, mint némelyik másik dalt. Általános formula szerinti volt, kevés akkordváltással. Próbáltam egy kicsit egyedibbé tenni, beletenni néhány speciális akkordot, amit nem hallani minden nap, és ettől lett egyedi és különleges.
Aztán a következő egy-két hétben Mariah többször is felhívott, hogy »Mit gondolsz erről a részről?«. Beszélgettünk egy kicsit, míg nem sikerült a dalszöveget szépen összhangba hozni és befejezni. Ezt követően pedig megvártuk, amíg elkezdődtek a stúdiós munkálatok ’94 nyarán. Összeültünk New Yorkban, és elkezdtük a felvételeket. És ekkor hallottuk először énekelni a mikrofon előtt a dalt, a többi pedig már történelem.”

Afanasieff visszarepült Kaliforniába, ahol befejezte a dal zenei programozását és produceri munkáját. Eredetileg egy élő együttes játékát használták a dobhoz és egyéb hangszerekhez a dalban, hogy ezzel egy nyersebb érzést adjanak neki. A felvétel után azonban nem tetszett a férfinek az eredmény, így végül úgy döntött, hogy inkább az eredeti, általa programokkal készített hangszerelést használja a dalban (a háttérvokál kivételével), köztük a zongora, dob, különböző hangeffektek és a triangulum hangja esetében is. Miközben Carey folytatta az album munkálatait további dalok elkészítésével bérelt lakásában The Hamptonsben, Afanasieff befejezte a dal zenei programozását, és még egy utolsó találkozót leszervezett az énekesnővel, hogy összehangolják a háttérvokált is a dalban.
Mikor arról kérdezték, hogy miért is volt számára izgalmas egy karácsonyi albumot kiadni, Carey elmondta, hogy az album illetve a dal megírása és felvétele mit jelentett számára. „Nagyon szeretem az ünnepeket. Már kislány korom óta énekelek karácsonyi dalokat, betlehemezni is jártam. Amikor tervezni kezdtük az albumot, vigyáznunk kellett, hogy egyensúlyban legyenek a jól ismert karácsonyi dalok és a vidám hangulatúak. Fontosnak tartottam, hogy írjak pár új dalt, de karácsonykor az emberek főleg az örökzöldeket akarják hallani, bármilyen jók is az újak,” mondta el.
Az All I Want for Christmas Is You gyors tempójú popdal hagyományos ritmussal. Csengettyűk is hallhatóak benne, erőteljes dobhangzás, a refrén alatt pedig háttérvokálok. 4/4-es ütemű, G-dúrban íródott, Carey hangja G♭3-tól G♭5-ig, a zongora és gitár G♭3-tól G♭5-ig tartó hangterjedelmet ölel fel.

## Kompozíció és dalszöveg
- All I Want for Christmas Is You (1994)Egy 23 másodperces részlet az All I Want for Christmas Is You című dal refrénjéből, amelyben hallhatóak a cikkben említett hangszerek és a háttérvokál. A hangminta bemutatja, hogy a dal miként merített a korábbi évtizedek hangzásvilágából, mely Carey vokáljával ötvözve a zenekritikusok szerint hozzájárulhatott a dal sikeréhez.

Nem tudod lejátszani a fájlt?
Az All I Want for Christmas Is You egy gyors tempójú dal, melyre a pop, a soul, az R&B, a gospel, a dance-pop és a felnőtt kortárs zenei stílusok voltak hatással. 1994 augusztusára Carey-nek két eredeti karácsonyi dalt sikerült megírnia Afanasieff-fel, köztük a „szomorú és balladai” Miss You Most (At Christmas Time)-ot illetve a „gospeles és vallásos” Jesus Born on This Day-t. Egy harmadik és egyben utolsó eredeti dalt is terveztek elkészíteni: „egy Phil Spector inspirálta, régi rock 'n roll, hatvanas évek hangzásával rendelkező karácsonyi dalt”.
A dal csengettyűszóval kezdődik, mely „egy antik zenedobozra vagy egy különös hógömbre emlékeztet”. Miután Carey a capella stílusban bevezeti a dalt, további karácsonykor gyakran használatos ütős hangszer is felcsendül a dalban; köztük ünnepélyes templomi csengők, vidám száncsengők és egy „ló vagy rénszarvas dobogásra” emlékeztető ritmusos ütem. Egy 1994-es interjúban Carey egy „szórakoztató” dalként beszélt az All I Want for Christmas Is You-ról, majd hozzátette: „Egy igazi hagyományos, régimódi karácsonyi dal. Nagyon retró, a 60-as éveket idézi”. Dalszövegét tekintve arról szól, hogy az énekesnőt nem érdeklik a szokásos, kézzel fogható dolgok, melyek jellemzőek az ünnepi időszakra, mint például a díszlámpák, a fák, a hó és az ajándékok. Számára csak az a fontos, hogy a karácsonyt a szerelmével tölthesse. A dalban számos hangszer megjelenik, így például a zongora, a dob, a hegedű, az oboa, a fuvola, a harang és a kolomp.
Az All I Want for Christmas Is You 150-es percenkénti leütésszámmal rendelkezik. A Sony/ATV Music Publishing által a Musicnotes.com weboldalon közzétett kotta szerint a dal 4/4-es ütemben íródott, hangneme G-dúr. Carey hangterjedelme G3-tól A5-ig terjed. A dal szövegét Carey írta, Afanasieff pedig a dallam kialakításában és a hangszerelésben segédkezett. A kritikusok kiemelték, hogy az 1940-es, az 1950-es és az 1960-as évek hangzásának felhasználása a dalban, ötvözve Carey hangjával és az egyszerű dallammal nagyszerű receptként szolgált a dal sikeréhez. A dal akkordmenetéről és stílusbeli megközelítéséről készített írásában a Slate-től Adam Ragusea magasztalta a dalt, és hozzátette: „az elmúlt fél évszázad egyetlen karácsonyi dala, mely érdemes arra, hogy bekerüljön a Nagy Amerikai Daloskönyvbe.”

## Kritikusi fogadtatás
A kritikusok dicsérték a dalt. Barry Schwarz, a Stylus Magazine munkatársa szerint „az, hogy azonnal klasszikussá vált, nem fejezi ki eléggé lenyűgözőségét; modern klasszikus, örömteli, hangos, egy cseppnyi vágyódással.” Schwartz a szépen megfogalmazott szöveget és Carey őszinte hangját is dicsérte. Bill Lamb az About.comtól „kortárs klasszikusnak” nevezte. Kyle Anderson az MTV-től ezt írta róla: „fenséges himnusz tele csengettyűkkel, száncsengővel, magával ragadó dallammal és Carey karrierjének legdinamikusabb, legtisztább énekhangjával”. A 2009-es remixváltozatról írt kritikájában Becky Bain az Idolatortól „időtlen klasszikusnak” nevezte a dalt és megjegyezte: „Imádjuk az eredeti dalt – ezt üvöltetjük, miközben feldíszítjük a karácsonyfát vagy meggyújtjuk a menórát”. A Merry Christmas II You albumról írt kritikájában Thomas Connor, a Chicago Sun-Times munkatársa a dalt „egyszerűnek” és „jól kidolgozottnak” nevezte, „az egyik legutolsó jó adaléknak a karácsonyi popkánonhoz”. Shona Craven a skót The Heraldtól azt írta a dalról, hogy „az optimizmusról és a boldogságról szól”, és „a karácsony igazi jelentésére tesz célzást”. Ezen kívül kiemelte azt is, hogy azért is válhatott ekkora slágerré, mert kivétel nélkül mindenkihez szól. Carey karrierjéről szóló írásában Sasha Frere-Jones a The New Yorkertől azt írta, hogy ez a „bájos” dal Carey egyik legnagyobb teljesítménye. Dan Hancox a The Nationaltől egyerértett Jones véleményével, és csak annyit tett hozzá, hogy szerinte a dal „tökéletes”.

## Kereskedelmi fogadtatás

### Észak-Amerika

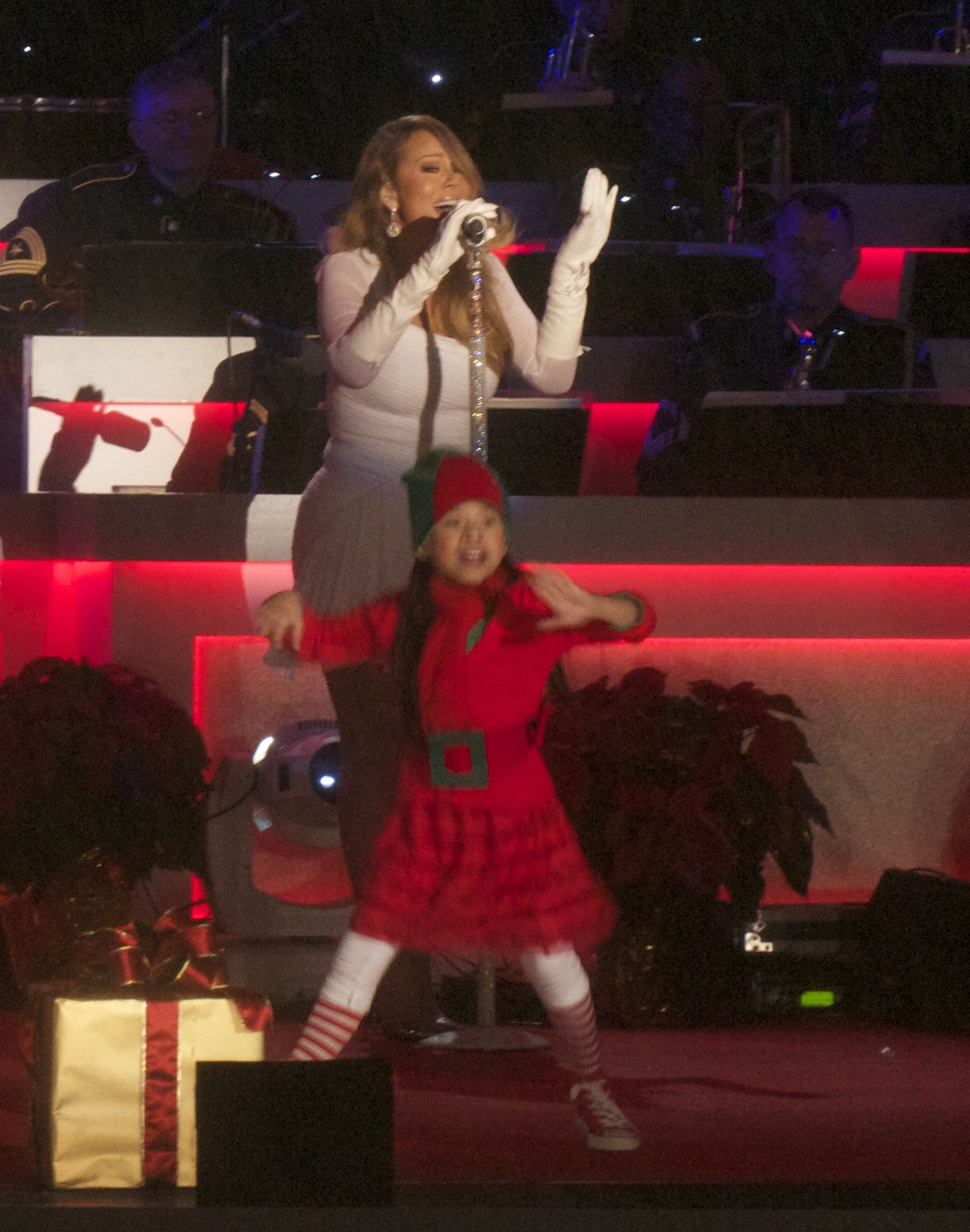
Carey az All I Want for Christmas Is You előadása közben a Fehér Ház közelében található Ország Karácsonyfájának díszkivilágítására szervezett eseményen 2013. december 6-án.

Az Egyesült Államokban 1995 januárjának első hetén az All I Want for Christmas Is You a hatodik helyet érte el a Billboard magazin Hot Adult Contemporary rádiós listáján, míg 12. helyezett volt a Hot 100 Airplay-en. A dal 1995 decemberében és 1996 decemberében újra felkerült erre a két slágerlistára. Megjelenésekor az akkori szabályok megakadályozták, hogy felkerüljön a Billboard Hot 100-ra, mivel nem jelent meg kislemezként fizikális formában. Miután ezt a szabályt 1998-ban eltörölték, a dal megjelent a Hot 100-on és a 83. helyig jutott 2000 januárjában. 2005 decemberében első lett a Billboard digitális eladásokat összesítő Digital Songs listáján, azonban nem tudott a Hot 100-ra újra felkerülni, mert korábban már szerepelt rajta, és a szabályok nem engedték meg, hogy egy dal visszakerüljön huzamosabb idő elteltével.
A Hot 100-at korábban már megjárt daloknak létrehozott Hot 100 Re-currents listát 2005 és 2008 közt minden decemberben vezette. 2012-ben megváltoztatták a szabályokat, így pedig már ha egy dal teljesítményével az első 50-be került volna, akkor visszatérhetett a listára. Ebben az évben újra fel is került a Hot 100-ra a 29. helyre, majd a 2013. január 5-ére datált listán már a 21. volt az addigi legjobb pozíciója. 2017 decemberében a 9. helyet ért el a Billboard Hot 100-on, amivel Carey megszerezte karrierje 28. top 10-es helyezését, és első ízben sikerült ez neki a 2009-es Obsessed című slágere óta. Később 2019. január 5-én már a 3. volt a legjobb helyezése, amivel a lista történetében a második karácsonyi dal lett, amely az első öt közé tudott kerülni a David Seville and the Chipmunks The Chipmunk Song (Christmas Don't Be Late) című dala mellett, amely 1958-ban első helyezett volt. 2019. december 14-én újra megismételte a dal a harmadik helyezését a Hot 100-on.
A 2019. december 21-ei listán az All I Want for Christmas Is You először szerezte meg az első helyezést az amerikai Hot 100-on, miután 45,6 millió streamet ért el és 27 000 példányt adtak el belőle digitálisan egy hét alatt. Ekkor összesen már 35. hete szerepelt a Hot 100-on, ezzel a lista történetében ennek a dalnak volt a legtöbb hétre szüksége az első hely megszerzésére, felülmúlva a Los del Río Macarena (Bayside Boys Remix) című dalát, amely 1996 augusztusában lett első slágerlistás szereplésének 33. hetén. Eltelt idő tekintetében is rekordot döntött, mivel eredeti megjelenéséhez képest 25 évvel került a lista élére. Csupán a második alkalom volt a Hot 100 több mint hat évtizedes történetében, hogy egy karácsonyi dal első tudott lenni. Az All I Want for Christmas Is You-val Carey tovább növelte eddigi rekordját abban is, hogy szólóban neki van a legtöbb első helyezése a Hot 100-as listán. Ez volt a tizenkilencedik elsősége, összességében pedig 80 hetet töltött különböző slágereivel az első helyen. Annak ellenére, hogy 1994-ben jelent meg, az All I Want for Christmas Is You volt az utolsó dal, ami első volt a 2010-es évtizedben, továbbá az első dal, ami első volt a 2020-as évtizedben is, miután a 2020. január 4-i listán egy harmadik hétre is az élen tudott maradni. Ezzel Carey lett az első előadó, aki négy különböző évtizedben első helyezett volt: az 1990-es, a 2000-es, a 2010-es és a 2020-as években egyaránt. Az ünnepi időszak lezárultával azt a rekordot is megdöntötte a következő héten, hogy az első dal lett, mely az első pozícióból kiesett a teljes 100-as listáról. 2020. december 26-án a 2011-ben létrehozott, 49-szer közzétett csak karácsonyi témájú dalokat összesítő Billboard Holiday 100-as listán rekordmennyiségű 44 héten keresztül állt az első helyen; zsinórban 29 hete állt a csúcson a 2015-16-os ünnepi szezon óta. A Holiday Hot 100-on soha egy másik dal sem tudott több mint két héten át az élen maradni.
Az első karácsonyi csengőhang lett, amely az Amerikai Hanglemezgyártók Szövetségétől (RIAA) dupla platina minősítést kapott. Ezen kívül a 2000 előtt felvett dalokat számítva, a legtöbb digitális eladást produkáló kislemez női előadótól, illetve összességében a legnagyobb digitális eladást elért karácsonyi dal. A Nielsen SoundScan adatai szerint 2019 decemberéig 3 588 000 darabot értékesítettek belőle digitális úton. Az amerikai Rolling Stone 100-as listán is első helyre került a dal a 2019. december 12-ei héten, amivel Carey első ízben tudott a lista élére kerülni, összességében pedig a tizennegyedik dal lett ami valaha megszerezte az első pozíciót. 2020. december 19-én az All I Want for Christmas Is You visszatért a Hot 100 első helyére, amivel már összesen negyedik helyét töltötte listavezető helyen. Ezzel utolérte a szintén négy hétig első The Chipmunk Songot, mint a legtovább első helyezett karácsonyi dal. Ezen kívül mindössze a második dal lett a lista történetében, amely két különböző listás szereplés során is első helyre tudott kerülni Chubby Checker The Twist című slágere után, amely 1960 szeptembere után 1962 januárjában újra első lett. Miután a következő héten visszaesett a második helyre, újra a lista élére tudott kerülni a 2021. január 2-ai Hot 100-on, amivel az első olyan dal lett, amely három különböző évben (2019, 2020 és 2021) listavezető volt, továbbá az első karácsonyi dal, mely összesen öt héten át az élen szerepelt.
A kanadai Hot 100-as kislemezlistán az All I Want for Christmas Is You először 2019. január 5-én került az élre, amivel az első karácsonyi listavezető sláger lett valaha, Carey pedig megszerezte tizenegyedik elsőségét, és először sikerült számára az 1999-es Heartbreaker óta. Azóta két alkalommal is újra első volt, 2020-ban és 2021-ben egyaránt, amivel összesen már három hetet töltött a csúcson.

### Európa
Az Egyesült Királyságban a brit kislemezlistán az ötödik helyen debütált 1994. december 10-én. A következő héten a második helyre tudott előrelépni, ezt a pozícióját pedig három héten keresztül tudta tartani az East 17 Stay Another Day című dala mögött. 2017. január 27-ig már hetvennyolc hetet töltött a brit kislemezlistán. 2013. december 19-én átlépte az egymillió eladott példányt a szigetországban. 2020. december 25-én ötszörös platinalemez minősítést kapott a Brit Hanglemezgyártók Szövetségétől, miután a stream-adatokat is beszámítva átlépte a hárommilliós egységet, ezzel Carey legsikeresebb dala az Egyesült Királyságban. 2010-ben az All I Want for Christmas Is You-t nevezték az évtized legnépszerűbb karácsonyi dalának. 2017 decemberében újra egészen a második helyig jutott a brit kislemezlistán, ezt pedig megismételte 2018-ban és 2019-ben is. Először 2020. december 11-én, 26 évvel az eredeti megjelenése után tudta megszerezni az első helyezést. Ezzel egy rekordot is felállított, miután top 40-es szereplésének hetvenedik hetén került a lista csúcsára; soha egy dal sem töltött több időt a brit slágerlista történetében az első 40-ben mielőtt elérte volna a listavezető pozíciót.
Európa többi országában az All I Want for Christmas Is You első helyen volt kilenc hétig Norvégiában, hét hétig Hollandiában, hat hétig Németországban, Ausztriában, Magyarországon és Csehországban, öt hétig Szlovákiában és Svájcban, négy hétig Svédországban, Horvátországban és Litvániában, három hétig Olaszországban, két hétig Dániában, Finnországban, Portugáliában, Lettországban, és egy hétig Franciaországban, Görögországban, Szlovéniában és Izlandon. Legjobb helyezése a harmadik hely volt Észtországban, Spanyolországban és Írországban, az ötödik helyig jutott Belgiumban és Máltán, a hetedik pozíció volt a legjobbja Lengyelországban, míg kilencedik volt Észak-Macedóniában.
Norvégiában az International Federation of the Phonographic Industry (IFPI) szervezettől négyszeres platinalemez minősítést kapott, míg Dániában az IFPI háromszoros platinalemez minősítéssel jutalmazta.

### Óceánia
Eredetileg a második volt a legjobb helyezése az ausztrál kislemezlistán 1994-ben, és hétszeres platinalemez minősítést érdemelt ki az Australian Recording Industry Association (ARIA) szervezet szerint, miután átlépte a 490 000 eladott egységet. Az All I Want for Christmas Is You 2018 decemberében került az ausztrál slágerlista csúcsára, ezzel az első karácsonyi dal lett aminek ez sikerült a 21. században, Carey pedig megszerezte harmadik elsőségét az 1995-ös Fantasy és a 2005-ös We Belong Together után. Ezen kívül ő lett a tizenegyedik előadó, aki egymás után három különböző évtizedben is a listán első helyezést tudott elérni. Az első karácsonyi dal lett a The Royal Guardsmen 1967-es Snoopy’s Christmas című slágere óta, amely első lett Ausztráliában az ünnepi időszak alatt. Azóta kétszer, 2019-ben és 2020-ban is visszatért az első pozícióba a dal, így összesen már három hetet töltött a listavezető pozícióban.
2018 decemberében Új-Zélandon is első alkalommal szerezte meg az első helyet, ezzel pedig Carey nyolcadik elsőségét szerezte meg, és első ízben sikerült számára ez az 1999-es Heartbreaker óta. 2019 decemberében egy újabb hétre visszakerült az új-zélandi slágerlista első helyére.

### Japán
Az All I Want for Christmas is You lett Carey legsikeresebb dala Japánban. A 29-sai no Christmas (29才のクリスマス) című népszerű filmdráma betétdala volt (a dal japán címe 恋人たちのクリスマス, Koibito-tachi no Christmas, azaz „Szerelmesek karácsonya”). A kislemez két hétig volt a slágerlista második helyén, mindkétszer a Mr. Children rockegyüttes előzte meg, a Tomorrow Never Knows és az Everybody Goes című dalaikkal. Több mint 1,1 millió példányban kelt el Japánban. A magas eladásoknak és rádiós játszási számoknak köszönhetően 2010-ben újra felkerült a japán kislemezlistára, és a hatodik volt a legjobbja a Billboard Japan Hot 100-on. Két különböző formátumban (CD kislemez és csengőhang) kapta meg a több mint egymillió példányban eladott dalnak járó díjat, 1994-ben és 2008-ban.

## Élő fellépések

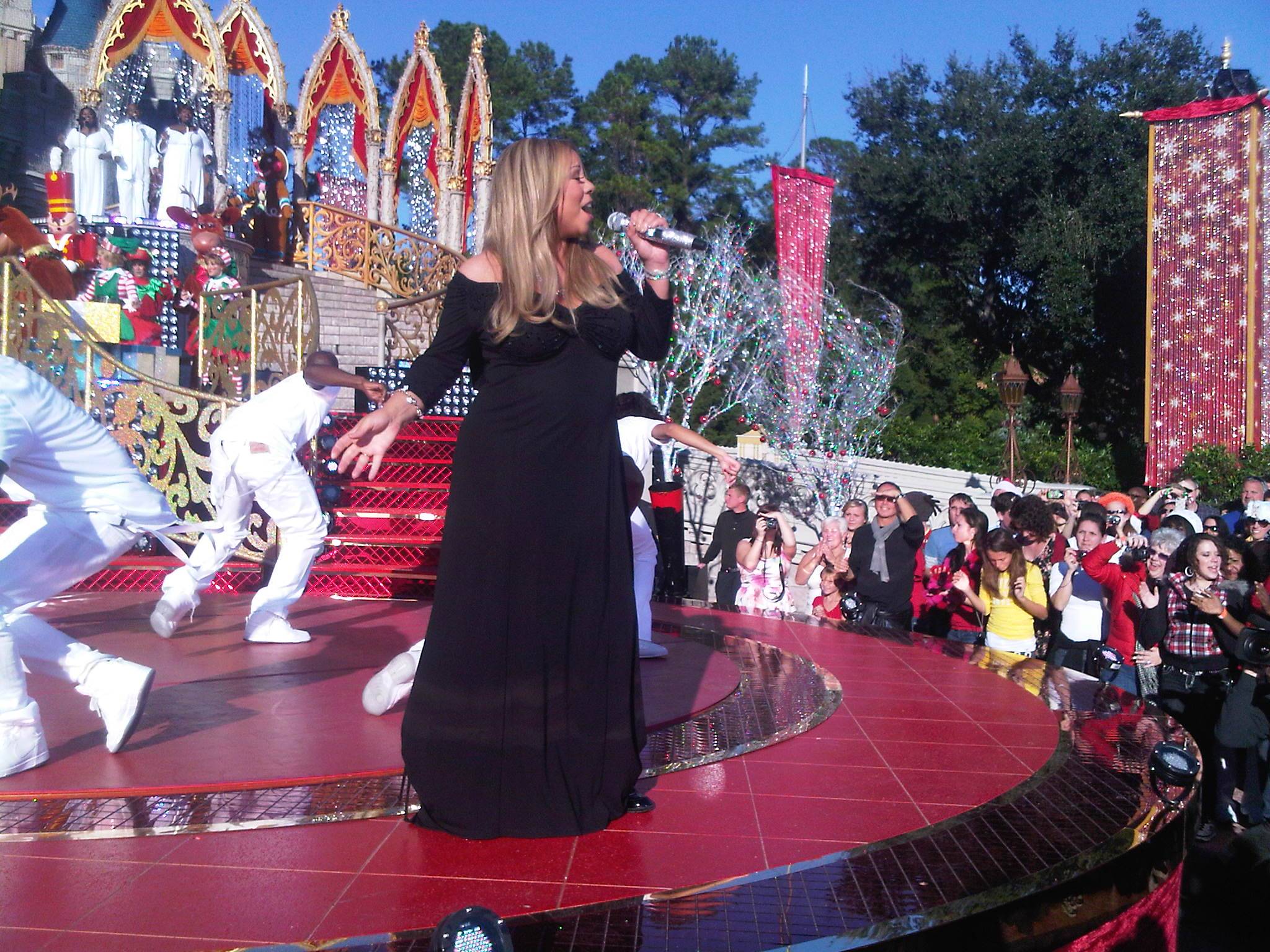
Carey énekli a dalt az orlandói Disneylandben 2010. december 3-án.

Carey számos alkalommal előadta az All I Want for Christmas Is You-t koncertjein és élő televíziós fellépésein. Több koncertturnéjának számlistájára is felkerült, így elénekelte a dalt a Daydream World Tour (1996) japán koncertjein, a Butterfly World Touron (1998), a Rainbow World Touron (2000), Charmbracelet World Touron (2002–03) és a The Adventures of Mimi Touron (2006), továbbá All I Want for Christmas Is You: A Night of Joy and Festivity (2014-19) rezidencia koncertsorozatán.
Először 1994. december 8-án adta elő a dalt a New York-i Szent János-székesegyházban. Emellett elénekelte 2004-ben az ABC csatorna által közvetített Walt Disney World Christmas Day Parade-en. Carey előadta a dal So So Def remixváltozatát az Angels Advocate Tour című koncertsorozatának szilveszteri állomásán. 2010. november 9-én egy karácsonyi televíziós különkiadás alkalmából énekelte el az All I Want for Christmas is You-t, melyet 2010. december 13-án mutattak be az ABC-n. Emellett Carey előadta a dalt az Oh Santa!-val együtt is, melynek felvételét az ESPN és az ABC csatorna sugározta 2010. december 25-én. Mindkét dalt elénekelte a floridai Disneylandben is. Az erről készült felvételt szintén az ABC csatorna mutatta be a Walt Disney World Christmas Day Parade című műsorban.
2016. december 15-én a The Late Late Show with James Corden című műsorban, Carey előadta a dalt a show népszerű Carpool Karaoke című szegmensében. A videóban olyan ismert énekesek is megjelentek, mint Adele, Lady Gaga, Demi Lovato, Nick Jonas, Elton John, Selena Gomez, Gwen Stefani, Chris Martin és a Red Hot Chili Peppers együttes tagjai. 2019 decemberében Carey ismét visszatért a The Late Late Show-ba, hogy elénekelje a dalt a 25 éves évfordulója alkalmából. Ebben a műsorban előadta az Oh Santa! és a Christmas Time Is in the Air Again című karácsonyi slágereit is. 2020-ban a Mariah Carey’s Magical Christmas Special című karácsonyi különkiadásában újra felvette és előadta a dalt.

## Videóklipek
A dalhoz készült elsődlegesnek szánt videóklipet Carey rendezte és rögzítette 1993 karácsonyi időszaka során, és egy házi videófelvétel stílusában készült. A klip azzal kezdődik, hogy az énekesnő egy karácsonyfát díszít, majd játszani kezd a hófödte tájban. A kültéri jeleneteket a New Jersey állambeli Fairy Tale Forestben ('Meseerdő') forgatták. Mikulást akkori férje, Tommy Mottola alakítja a klipben. A videó további jeleneteiben Carey látható, ahogy készül albumfotózására, illetve kutyájával, Jackkel tölti idejét. A végén Mikulás otthagyja az ajándékokat Carey-nek, majd búcsút int. 2020 decemberéig több mint 680 millió megtekintést ért el. A dal alternatív videóklipje az 1960-as évek felvételeit idézi, és a The Ronettes együttes ihlette. Ebben Careyt a stúdióban láthatjuk, go-go-táncosok körében. A retró hatás elérése érdekében a klipet fekete-fehérben filmezték. Ezt a videót is Carey rendezte, és kétféle változatban tették elérhetővé.
2019-ben a Merry Christmas 25. évfordulójára kiadott deluxe változata alkalmából két újabb klipet is bemutattak a dalhoz. Az első, az eredeti házi videófelvétel hatású videó korábban nem látott felvételekkel kiegészítve. A második egy teljesen új klip Joseph Khan rendezésében, amelyet 2019-ben forgattak Carey-vel, és a Make My Wish Come True Edition ('Teljesítsd a kívánságom változat') alcímet kapta. Még ebben az évben feltöltöttek egy montázsvideót is Carey Vevo csatornájára, melyben hírességek tátognak a dalra. Olyan sztárok jelennek meg a videóban, mint Ryan Reynolds, Kim Kardashian és James Corden.

## Öröksége és kulturális hatása
Az All I Want for Christmas Is You megjelenése óta minden évben felkerül a slágerlistákra a karácsonyi szezonban. A dal időtálló sikerének köszönhetően Carey-t gyakran a „karácsony királynőjeként” szokták emlegetni. 2017-ig a dal 60 millió dolláros bevételt ért el szerzői jogdíjakból. A Forbes magazin egyik szerzője, Lauren Alvarez szerint az All I Want for Christmas Is You „minden évben a karácsony nem hivatalos dalává vált”. A Time magazin munkatársa, Cady Lang szerint több oka is van a dal népszerűségének, de leginkább Carey erőteljes vokáljának köszönhető. A The Ringertől Rob Harvilla szerint a „december Mariah Carey-hez tartozik”. Ezen kívül hozzátette, hogy „már a legelső hallgatásra is egy időtlen klasszikusnak hangzik, mintha a jászolban szólt volna melyben Jézus Krisztus született”. A kritikusok azt is kiemelték, hogy a dal emlékeztet Judy Garland és Nat King Cole munkáira, illetve felidézi „a 60-as és 70-es évek háború előtti karácsonyi klasszikusainak Motown feldolgozásait, például a The Jackson 5-tól és Stevie Wondertől”. A Slate-től Adam Ragusea azt írta, hogy az All I Want for Christmas Is You olyan hangzású „mintha a 40-es években írták volna majd bezárták egy Brill Building széfbe”. A Vogue magazin egyik cikkében a dalról azt írták, hogy a dalszöveg segített megerősíteni a szám sikerét az elmúlt több mint két évtized során: „azokat a sorokat akár Frank Sinatra is énekelhette volna — talán ha nem is Frank, de egy másik énekes akkoriban. Szerintem ettől vált olyan időtálló klasszikussá.”
Mivel a dal világszerte minden karácsonykor rendkívüli népszerűségnek örvend, számos alkalommal feldolgozták. Feldolgozta már az All I Want for Christmas Is You-t többek között a Fifth Harmony, Michael Bublé, a My Chemical Romance, Tori Kelly, Justin Bieber, Idina Menzel, Dolly Parton, Amber Riley, Shania Twain, Miley Cyrus, Demi Lovato, Ariana Grande és Kelly Clarkson is.
2018. december 25-én a dal rekordott állított fel a Spotify-on az egy nap alatt elért legtöbb stream tekintetében, miután 10,82 millió alkalommal játszották le. Miután ezt a rekordot felülmúlta Ed Sheeran és Justin Bieber közös dala, az I Don’t Care, az All I Want For Christmas Is You pontosan egy évvel később újra megdöntötte a rekordot, miután ezúttal 12,029 millió lejátszást ért el egy nap alatt. 2019 decemberéig a dal több mint 2 millió dolláros bevételt termelt szerzői jogdíjból a Spotify-on mióta elérhető a platformon. 2019. november 24-én a dal három Guinness-rekordot állított fel: a legtöbb eladást produkáló és legismertebb karácsonyi dal, a legtöbbet streamelt dal a Spotify-on női előadótól 24 óra leforgása alatt, továbbá a legtöbb hétig a brit kislemezlista első tíz helyezettje között szerepelt karácsonyi dal lett.
2010-ben a The Daily Telegraph az All I Want for Christmas Is You-t nevezte az évtized legnépszerűbb és legtöbbet játszott karácsonyi dalának az Egyesült Királyságban. A Rolling Stone magazin a negyedik helyre sorolta a „Legnagyszerűbb rock and roll karácsonyi dalok” elnevezésű listáján. 2012 decemberében az ITV brit televíziós csatorna egy műsorában arra kereste a választ, hogy melyik a britek kedvenc karácsonyi dala, ahol végül a szavazatok alapján az ötödik helyen végzett. 2018-ban a The Washington Post a hatodik helyre sorolta minden idők 100 legjobb karácsonyi daláról készült listájában. 2019-ben a The Guardian 50 legnagyszerűbb karácsonyi daláról készített felsorolásában az első helyre tette a dalt. Michael Hann a The Guardiantől egy „ritka modern karácsonyi dalnak” nevezte, mely „sztenderddé” vált.

### Adaptációk
Carey 2015. november 10-én egy All I Want for Christmas is You-n alapuló gyermekkönyvet mutatott be, melyből több mint 750 000 példányt értékesítettek. 2017. március 21-én Carey bejelentette, hogy a dal által inspirált filmet készítenek. Később 2017. november 14-én mutatták be az All I Want for Christmas is You animációs családi filmet, melynek alapjául a dal és az említett gyermekkönyv szolgált.

## Remixek
A dalhoz első megjelenésekor nem készültek remixek, 2000-ben azonban, amikor a Merry Christmas albumot újra kiadták, ezúttal DualDisc formátumban, az All I Want for Christmashöz készült egy remix, a So So Def Remix, mely felkerült az album új változatára, valamint a Greatest Hits válogatásalbumra bónuszszámként, és Japánban kislemezen is megjelent. A remixben Jermaine Dupri rappel, az elején a szöveges intróban Lil' Bow Wow is megjelenik.
2009-ben Mariah újra felvette a dalt, és dance remixek is készültek hozzá, melyek egyike november 16-án kiszivárgott az internetre. Ennek producerei Carey és Low Sunday voltak. A mix az eredeti vokálokat használta (ellentétben a So So Def mixszel, melyhez Carey újra felénekelte a dalt). A remix pozitív kritikákat kapott. Kyle Anderson az MTV-től megjegyezte, hogy keveset ad hozzá az eredetihez, mert „a tökéleteset nehéz továbbfejleszteni”, de „felöltözteti a dalt egy diszkóritmusba, ami 28 százalékkal menőbbé teszi a céges karácsonyi bulit, mint tavaly volt.” Anderson szerint „Carey azzal, hogy ilyen elbűvölő, fülbemászó és hallgatható karácsonyi dalt írt, örökre beírta a nevét a poptörténelembe”.
2010-ben a dal egy, az eredetitől kicsit eltérő változata felkerült Carey Merry Christmas II You című albumára All I Want for Christmas Is You (Extra Festive) címmel. Ehhez újra felénekelte a dalt, a dobok erősebbek lettek, a csengők halkabbak, az a cappella bevezetőt pedig hangszeres váltotta fel. Az albumról írt előzetes kritikájában Steven J. Horowitz a Rap-Uptól ezt írja róla: „az új, hangszeres intróval rendelkező klasszikus amerikai dalban új vokálok hallhatóak, erőteljesebb háttérkórus, friss adlibek és hosszabb befejezés; éppolyan élvezet hallgatni, mint 1994-ben.” Az új változat azonban kritikát is kapott, amiért túlságosan hasonlít az eredetihez. Thomas Connor a Chicago Sun-Timestól ezt írta: „Csak pár érces hangú háttérénekest ad hozzá az eredeti elrendezéshez”. A Rolling Stone munkatársa, Caryn Ganz egyetértett vele az albumról írt kritikájában. „Nehéz rájönni, ebben a frissítésben mi »extra ünnepi« (ahogy a dal teljes címe ígéri).” 2011-ben Mariah ezt a változatot duettként is elénekelte Justin Bieber kanadai popénekessel All I Want for Christmas Is You (Superfestive!) címmel, ez Bieber Under the Mistletoe című albumán jelent meg és videóklip is készült hozzá.
Remixek listája
1. All I Want for Christmas Is You (Album Version) – 4:01 (az eredeti változat, a Merry Christmas albumon)
2. All I Want for Christmas Is You (So So Def Remix) – 3:43 (a Merry Christmas új kiadásán és a Greatest Hits albumon)
3. All I Want for Christmas Is You (Mariah’s New Dance Mix 2009) – 4:58 (az All I Want for Christmas Is You (Mariah’s New Dance Mixes) kislemezen)
4. All I Want for Christmas Is You (Mariah’s New Dance Mix Edit 2009) – 3:36 (az All I Want for Christmas Is You (Mariah’s New Dance Mixes) kislemezen)
5. All I Want for Christmas Is You (Mariah’s New Dance Mix Extended 2009) – 6:42 (az All I Want for Christmas Is You (Mariah’s New Dance Mixes) kislemezen)
6. All I Want for Christmas Is You (Extra Festive) – 4:02 (a Merry Christmas II You albumon)
7. All I Want for Christmas Is You (Superfestive!) – 4:00 (Justin Bieber Under the Mistletoe albumán)
8. Oh Santa! All I Want for Christmas Is You (Holiday Mashup) – 4:27 (az iTunes Store-on)

## A kislemez dalai és formátumai
| CD kislemez (Ausztrália, Ausztria, Japán) Mini CD (Japán) 7" kislemez (Hollandia) Kazetta (Ausztrália, Egyesült Királyság) 1. All I Want for Christmas Is You 2. Miss You Most (At Christmas Time) CD maxi kislemez (Ausztria, Spanyolország) 1. All I Want for Christmas Is You 2. Miss You Most (At Christmas Time) 3. Jesus Oh What a Wonderful Child CD maxi kislemez (Japán) 1. All I Want for Christmas Is You (Album version) 2. Miss You Most (at Christmas Time) (Album version) 3. Joy to the World (Club Mix) CD maxi kislemez (Ausztria, Egyesült Királyság) 1. All I Want for Christmas Is You (Album version) 2. Miss You Most (at Christmas Time) (Album version) 3. Silent Night CD maxi kislemez (Ausztria) 1. All I Want for Christmas Is You (Album version) 2. Miss You Most (at Christmas Time) (Album version) 3. Joy to the World | 12" maxi kislemez (Hollandia) 1. All I Want for Christmas Is You (Album version) 2. Miss You Most (at Christmas Time) (Album version) 3. Joy to the World 4. Silent Night Kazetta (Egyesült Királyság) 1. All I Want for Christmas Is You (Album version) 2. Joy to the World 3. Without You CD maxi kislemez (Japán; 2000) 1. All I Want for Christmas Is You (Album version) 2. All I Want for Christmas Is You (So So Def remix) 3. O Holy Night 2000 (Live) 4. Joy to the World (Club Mix) Mariah’s New Dance Mixes (2009) 1. All I Want for Christmas Is You (Mariah’s New Dance Mix) 2. All I Want for Christmas Is You (Mariah’s New Dance Mix Edit) 3. All I Want for Christmas Is You (Mariah’s New Dance Mix Extended) |

A dal és az Oh Santa! mashup változata, az Oh Santa! All I Want for Christmas Is You 2010 decembere óta letölthető az iTunes Store-ról.

## Slágerlistás helyezések
| Slágerlista (1994–2021)                                          | Legjobb helyezés |
| ---------------------------------------------------------------- | ---------------- |
| Ausztrália (ARIA)                                                | 1                |
| Ausztria (Ö3 Austria Top 40)                                     | 1                |
| Belgium (Ultratop 50 Flanders)                                   | 5                |
| Csehország (Rádio Top 100)                                       | 14               |
| Csehország (Singles Digitál Top 100)                             | 1                |
| Dánia (Tracklisten Top 40)                                       | 1                |
| Dél-Korea (Gaon)                                                 | 2                |
| Egyesült Királyság (UK Singles Chart)                            | 1                |
| Egyesült Királyság (UK R&B Chart)                                | 1                |
| El Salvador Anglo (Monitor Latino)                               | 8                |
| Észak-Macedónia (Radiomonitor)                                   | 9                |
| Észtország (Eesti Ekspress)                                      | 3                |
| European Hot 100 Singles (Billboard)                             | 4                |
| Finnország (Singlet Top 20)                                      | 1                |
| Franciaország (Single Top 100)                                   | 1                |
| Global 200 (Billboard)                                           | 1                |
| Görögország (IFPI)                                               | 1                |
| Görögország Digital Songs (Billboard)                            | 1                |
| Guatemala Anglo (Monitor Latino)                                 | 3                |
| Hollandia (Top 40)                                               | 5                |
| Hollandia (Single Top 100)                                       | 1                |
| Horvátország (HRT)                                               | 1                |
| Írország (IRMA)                                                  | 3                |
| Izland (Íslenski Listinn Topp 40)                                | 1                |
| Japan (Oricon)                                                   | 2                |
| Japán (Billboard Japan Hot 100)                                  | 6                |
| Kanada (Canadian Hot 100)                                        | 1                |
| Kolumbia Anglo (Monitor Latino)                                  | 9                |
| Lengyelország (Polish Airplay Top 20)                            | 7                |
| Lettország (LAIPA)                                               | 1                |
| Litvánia (AGATA)                                                 | 1                |
| Luxemburg Digital Songs (Billboard)                              | 2                |
| Magyarország (Rádiós Top 40)                                     | 26               |
| Magyarország (Single Top 40)                                     | 1                |
| Magyarország (Stream Top 40)                                     | 1                |
| Malajzia (RIM)                                                   | 9                |
| Málta (Radiomonitor)                                             | 5                |
| Németország (Media Control Charts)                               | 1                |
| Norvégia (VG-lista)                                              | 1                |
| Olaszország (FIMI)                                               | 1                |
| Panama Anglo (Monitor Latino)                                    | 11               |
| Portugália (AFP)                                                 | 1                |
| Skócia (Scottish Singles Top 40)                                 | 2                |
| Spanyolország (PROMUSICAE)                                       | 3                |
| Svájc (Schweizer Hitparade)                                      | 1                |
| Svédország (Sverigetopplistan)                                   | 1                |
| Szingapúr (RIAS)                                                 | 1                |
| Szlovákia (Rádio Top 100)                                        | 12               |
| Szlovákia (Singles Digitál Top 100)                              | 1                |
| Szlovénia (SloTop50)                                             | 1                |
| Új-Zéland (Recorded Music NZ)                                    | 1                |
| US Billboard Hot 100                                             | 1                |
| US Adult Contemporary (Billboard)                                | 6                |
| US Adult Top 40 (Billboard)                                      | 27               |
| US Holiday 100 (Billboard)                                       | 1                |
| US Holiday Digital Song Sales (Billboard) Live at the Tokyo Dome | 18               |
| US Mainstream Top 40 (Billboard)                                 | 9                |
| US Rhythmic (Billboard)                                          | 14               |
| US Rolling Stone Top 100                                         | 1                |
| Venezuela Anglo (Monitor Latino)                                 | 15               |

| Lista (2010–2021)                     | Legjobb helyezés |
| ------------------------------------- | ---------------- |
| Dél-Korea (Gaon Music Chart)          | 82               |
| Kanada Digital Song Sales (Billboard) | 30               |
| Kanada AC (Billboard)                 | 35               |
| US Digital Song Sales (Billboard)     | 35               |
| US Holiday 100 (Billboard)            | 80               |

| Lista (2020)                         | Legjobb helyezés |
| ------------------------------------ | ---------------- |
| US Holiday Digital Songs (Billboard) | 18               |

| Lista (2020)                         | Legjobb helyezés |
| ------------------------------------ | ---------------- |
| US Holiday Digital Songs (Billboard) | 25               |

| Slágerlista (1994)                           | Helyezés |
| -------------------------------------------- | -------- |
| Egyesült Királyság (Official Charts Company) | 14       |
| Hollandia (Dutch Top 40)                     | 204      |
| Slágerlista (1995)                           | Helyezés |
| Hollandia (Dutch Top 40)                     | 202      |
| Slágerlista (2007)                           | Helyezés |
| Egyesült Királyság (Official Charts Company) | 99       |
| Slágerlista (2010)                           | Helyezés |
| Svédország (Sverigetopplistan)               | 98       |
| Slágerlista (2011)                           | Helyezés |
| Egyesült Királyság (Official Charts Company) | 195      |
| Slágerlista (2015)                           | Helyezés |
| Magyarország (Single Top 40)                 | 82       |
| Slágerlista (2016)                           | Helyezés |
| Dél-Korea Nemzetközi (Kaon)                  | 98       |
| Magyarország (Single Top 40)                 | 6        |
| Slágerlista (2017)                           | Helyezés |
| Magyarország (Single Top 40)                 | 44       |
| Slágerlista (2018)                           | Helyezés |
| Magyarország (Single Top 40)                 | 25       |
| Slágerlista (2019)                           | Helyezés |
| Ausztria (Ö3 Austria Top 40)                 | 64       |
| Egyesült Királyság (Official Charts Company) | 84       |
| Magyarország (Single Top 40)                 | 22       |
| Slágerlista (2020)                           | Helyezés |
| Ausztria (Ö3 Austria Top 40)                 | 71       |
| Egyesült Királyság (Official Charts Company) | 53       |
| Kanada (Canadian Hot 100)                    | 72       |
| Svájc (Schweizer Hitparade)                  | 73       |
| US Billboard Hot 100                         | 67       |
| Chart (2021)                                 | Position |
| Global 200 (Billboard)                       | 90       |
| Kanada (Canadian Hot 100)                    | 71       |
| Németország (Official German Charts)         | 52       |
| Svájc (Schweizer Hitparade)                  | 86       |
| US Billboard Hot 100                         | 78       |

| Slágerlista (2000–2009)                      | Helyezés |
| -------------------------------------------- | -------- |
| Egyesült Királyság (Holiday Songs)           | 1        |
| Slágerlista (2010–2019)                      | Helyezés |
| Egyesült Királyság (Official Charts Company) | 77       |

| Slágerlista                                  | Helyezés |
| -------------------------------------------- | -------- |
| Egyesült Királyság (Official Charts Company) | 84       |

## Minősítések és eladási adatok
| Ország (Szervezet)                   | Minősítés          | Minősítési érték/ Eladás |
| ------------------------------------ | ------------------ | ------------------------ |
| Ausztrália (ARIA)                    | 8×-os platinalemez | 560 000                  |
| Belgium (BEA)                        | Aranylemez         | 25 000                   |
| Brazília (Pro-Música Brasil)         | Platinalemez       | 60 000                   |
| Dánia (IFPI Danmark)                 | 4×-es platinalemez | 360 000                  |
| Egyesült Államok (RIAA)              | Gyémántlemez       | 10 000 000               |
| Egyesült Államok (RIAA) (csengőhang) | 2×-es platinalemez | 2 000 000                |
| Egyesült Királyság (BPI)             | 6×-os platinalemez | 3 600 000                |
| Japán (RIAJ) · (fizikális eladások)  | Milliós            | 1 300 000                |
| Japán (RIAJ) · (digitális eladások)  | 2×-es platinalemez | 500 000                  |
| Kanada (Music Canada)                | 7×-es platinalemez | 560 000                  |
| Németország (BVMI)                   | 2×-es platinalemez | 1 000 000                |
| Norvégia (IFPI Norway)               | 4×-es Platinalemez | 240 000                  |
| Olaszország (FIMI)                   | 2×-es platinalemez | 60 000                   |
| Portugália (AFP)                     | Platinalemez       | 10 000                   |
| Spanyolország (PROMUSICAE)           | 3×-os platinalemez | 150 000                  |
| Új-Zéland (RIANZ)                    | 3×-os platinalemez | 30 000                   |
| Világszerte: 16 000 000+             |                    |                          |

## Megjelenések
| Regió            | Dátum                 | Formátum(ok)                 | Változat(ok)                            | Kiadó(k)             | Forr.   |
| ---------------- | --------------------- | ---------------------------- | --------------------------------------- | -------------------- | ------- |
| Különböző        | 1994. október 28.     | Rádió                        | Eredeti                                 | Columbia             | [ 216 ] |
| Ausztrália       | 1994. november 14.    | CD kislemez Kazetta kislemez | Eredeti                                 | Columbia             | [ 217 ] |
| Különböző        | 1994. november 28.    | CD kislemez                  | Eredeti                                 | Columbia             | [ 218 ] |
| Különböző        | 1994. november 29.    | Kazetta kislemez             | Eredeti                                 | Columbia             | [ 219 ] |
| Japán            | 1995. szeptember 21.  | MiniDisc (újrakiadás)        | Eredeti                                 | SMEJ                 | [ 220 ] |
| Japán            | 1996. november 21     | CD kislemez                  | Eredeti                                 | SMEJ                 | [ 221 ] |
| Japán            | 2000. december 23.    | CD kislemez                  | Eredeti So So Def remix                 | SMEJ                 | [ 222 ] |
| Különböző        | 2009. november 20.    | Digitális letöltés           | Dance remix                             | Sony                 | [ 218 ] |
| Különböző        | 2015. november 27.    | Képes hanglemez              | Eredeti So So Def remix                 | Columbia             | [ 223 ] |
| Európa           | 2017. december 15.    | Digitális letöltés           | Eredeti So So Def remix                 | Columbia             | [ 224 ] |
| Japán            | 2018. október 24.     | 7"-es hanglemez              | Eredeti So So Def remix Dance remix     | SMEJ                 | [ 225 ] |
| Különböző        | 2019. december 20.    | 7"-es hanglemez              | Eredeti                                 | Columbia Epic Legacy | [ 226 ] |
| Különböző        | 2019. december 20.    | Kazetta kislemez             | Eredeti                                 | Columbia Epic Legacy | [ 227 ] |
| Különböző        | 2019. december 20.    | 12"-es hanglemez             | Eredeti Élő So So Def remix Dance remix | Columbia Epic Legacy | [ 228 ] |
| Különböző        | 2019. december 20.    | CD kislemez                  | Eredeti Élő So So Def remix Dance remix | Columbia Epic Legacy | [ 229 ] |
| Egyesült Államok | 2020. február-március | CD kislemez                  | Eredeti Élő So So Def remix Dance remix | Columbia Epic Legacy | [ 230 ] |

## Egyéb változatok

### Mariah Carey és Justin Bieber változata
Az All I Want for Christmas Is You (SuperFestive!) Carey és Justin Bieber kanadai énekes duettje. A dal Bieber Under the Mistletoe című karácsonyi albumán kapott helyet, és 2011. december 9-én megjelent az olasz rádiókban az album második kislemezeként. A duetthez készült videóklipet egy Macy's áruházban forgatták New Yorkban, és Bieber látható benne, ahogy barátaival vásárolgat, miközben Carey a háttérben énekel.

#### Slágerlistás helyezések
| Slágerlista (2011–2012)                      | Legjobb helyezés |
| -------------------------------------------- | ---------------- |
| Belgium (Ultratip Flanders)                  | 35               |
| Egyesült Királyság (Official Charts Company) | 148              |
| Japán (Billboard Japan Hot 100)              | 19               |
| Kanada (Canadian Hot 100)                    | 61               |
| Norvégia (VG-lista)                          | 2                |
| Spanyolország (PROMUSICAE)                   | 34               |
| US Billboard Hot 100                         | 86               |
| US Adult Contemporary (Billboard)            | 3                |
| US Holiday Songs (Billboard)                 | 20               |

### Minősítések és eladási adatok
| Ország (Szervezet)      | Minősítés  | Minősítési érték/ Eladás |
| ----------------------- | ---------- | ------------------------ |
| Dánia (IFPI Danmark)    | Aranylemez | 45 000                   |
| Egyesült Államok (RIAA) | Aranylemez | 500 000                  |

### AGlee – Sztárok leszünk!szereplőinek változata
A dalt feldolgozta a Glee – Sztárok leszünk! című televíziós sorozat show-kórusa Amber Riley vezetésével, és megjelent kislemezként 2011-ben a Glee: The Music, The Christmas Album Volume 2 című albumukról. A dalt a harmadik évad Boldog karácsony (Extraordinary Merry Christmas) című epizódjában mutatták be.

#### Slágerlistás helyezések
| Slágerlista (2011–2019)                       | Legjobb helyezés |
| --------------------------------------------- | ---------------- |
| Kanada (Canadian Hot 100)                     | 98               |
| US Bubbling Under Hot 100 Singles (Billboard) | 18               |
| US Holiday 100 (Billboard)                    | 43               |

### Michael Bublé változata
A dalt feldolgozta Michael Bublé, aki Christmas című karácsonyi albumának első kislemezeként jelentette meg változatát. A dal felkerült a Billboard Hot 100-ra is, ezzel pedig ez volt az első alkalom, hogy az All I Want for Christmas Is You egyik feldolgozása más előadótól megjelent a listán.

#### Slágerlistás helyezések
| Slágerlista (2011–2020)            | Legjobb helyezés |
| ---------------------------------- | ---------------- |
| Finnország (Singlet Top 20)        | 18               |
| Franciaország (Single Top 100)     | 168              |
| Hollandia (Single Top 100)         | 88               |
| Japán (Billboard Japan Hot 100)    | 27               |
| Kanada AC (Billboard)              | 5                |
| Magyarország (Rádiós Top 40)       | 37               |
| Magyarország (Single Top 40)       | 28               |
| Magyarország (Stream Top 40)       | 35               |
| Németország (Media Control Charts) | 80               |
| Olaszország (FIMI)                 | 46               |
| Svédország (Sverigetopplistan)     | 39               |
| US Billboard Hot 100               | 99               |
| US Adult Contemporary (Billboard)  | 1                |
| US Holiday 100 (Billboard)         | 13               |

#### Év végi listák
| Slágerlista (2012)                | Helyezés |
| --------------------------------- | -------- |
| US Adult Contemporary (Billboard) | 33       |

### Minősítések és eladási adatok
| Ország (Szervezet)       | Minősítés  | Minősítési érték/ Eladás |
| ------------------------ | ---------- | ------------------------ |
| Egyesült Királyság (BPI) | Ezüstlemez | 200 000+                 |

## Fordítás
- Ez a szócikk részben vagy egészben  az   All I Want for Christmas Is You című angol Wikipédia-szócikk fordításán alapul.  Az eredeti cikk szerkesztőit annak laptörténete sorolja fel. Ez a jelzés csupán a megfogalmazás eredetét és a szerzői jogokat jelzi, nem szolgál a cikkben szereplő információk forrásmegjelöléseként.